# Los Osos
Los Osos je obec rozkládající se podél tichomořského pobřeží okresu San Luis Obispo County v Kalifornii. Sídlisko bylo dříve kombinované s Baywood Parkem do celku pro sčítání obyvatel nazývaného Baywood-Los Osos. Obec používá poštovní směrovací čísla 93402 a 93412 a oblastní kód 805. Podle sčítání obyvatel v roce 2010 dosahovala výše její populace 14 276 osob.